# Castle Pines
Castle Pines város az USA Colorado államában, Douglas megyében. Lakosainak száma 10 360 fő (2010. április 1.).

## Népesség
A település népességének változása:

| 2010 | 10 360 |